# Schleswig-Holstein-Tarif

Karte der Tarifgrenzen

Der Schleswig-Holstein-Tarif (Kurzform: SH-Tarif) ist ein Tarif zur Beförderung von Personen in öffentlichen Verkehrsmitteln für das Bundesland Schleswig-Holstein sowie Hamburg und den Teilen von Niedersachsen, die im Großbereich Hamburg (Ring A+B) des Hamburger Verkehrsverbundes (HVV) liegen.

## Anwendungsbereich
Der SH-Tarif gilt für Fahrten im Nah- und Regionalverkehr mit Bussen und/oder Bahnen (z. T. auch Schiffen) innerhalb von Schleswig-Holstein und des Hamburger Verkehrsverbundes (Ring A+B) sowie von und nach der dänischen Bahnstation Tønder mit folgenden Ausnahmen:
- Für Busverkehre auf den Inseln Föhr, Amrum und Pellworm gilt der SH-Tarif nicht.[1]
- Für Fahrten, bei denen Start- und Zielort innerhalb des Hamburger Verkehrsverbundes (HVV) liegen, kommt der SH-Tarif nicht zur Anwendung.[1]
- Auf der Insel Sylt gilt der SH-Tarif nicht für reine Busfahrten.[1]
- Für einige wenige Linien bei Neumünster beziehungsweise zu Flughäfen gilt der Schleswig-Holstein-Tarif nicht.[1]

Im Fernverkehr gilt der Schleswig-Holstein-Tarif grundsätzlich nicht, so zum Beispiel für Fernbuslinien, zum Beispiel nach Berlin, oder im Schienenpersonenfernverkehr (SPFV) der Deutschen Bahn AG (InterCity, EuroCity und ICE)

## Entwicklung
Der Tarif wurde zunächst als Eisenbahntarif am 15. Dezember 2002 eingeführt und löste damals den bundesweit gültigen Nahverkehrstarif der Deutschen Bahn AG ab. Im Zuge einer Erweiterung wurde zum 1. April 2005 auch weite Teile des Busverkehrs in den Tarif integriert. Entwicklungsstufen des Schleswig-Holstein-Tarifs sind:
- 15. Dezember 2002: Einführung im Eisenbahnverkehr[2]
- 1. April 2005: Einführung in weiten Teilen des Busverkehrs
- 15. Dezember 2005: Integration der ein- bzw. ausbrechenden Fahrten im Sylter Busverkehr.
- 1. August 2008: Integration des Busverkehrs im Kreis Dithmarschen.[3][4]
- 1. August 2009: Integration des Busverkehrs im Kreis Nordfriesland
- 1. August 2009: Integration des Busverkehrs im Kreis Steinburg
- 1. August 2011: Integration des Stadtbusverkehrs in der Hansestadt Lübeck
- 1. August 2022: Integration des Busverkehrs im Kreis Schleswig-Flensburg

Seit August 2022 gilt der Schleswig-Holstein-Tarif somit in ganz Schleswig-Holstein, mit Ausnahme der oben genannten Gebiete.

## Gründe für die Einführung
Ein landeseinheitliches Tarifsystem wird in § 3 Absatz 3 des Gesetzes über den öffentlichen Personennahverkehr in Schleswig-Holstein (ÖPNVG) gefordert. Hauptgrund für die Einführung des Schleswig-Holstein-Tarifs war jedoch die zunehmende Liberalisierung des Schleswig-Holsteinischen SPNV seit der Bahnreform 1994. Die Deutsche Bahn AG verlor dabei im Laufe der Jahre immer mehr Verkehrsleistungen an Mitbewerber, bestimmte aber weiterhin in vollem Umfang über den damals geltenden Beförderungstarif (DPT, PEP, BBDB). Die Einführung des SH-Tarifs diente also in erster Linie dazu, Wettbewerbsverzerrungen zwischen den verschiedenen am Markt tätigen Eisenbahnverkehrsunternehmen zu vermeiden. Des Weiteren sollte die Vernetzung zwischen Bus und Bahn gefördert und vereinfacht werden, was mit der weitgehenden Integration des Busverkehrs zum 1. April 2005 verwirklicht wurde.

## Fahrkartensortiment und Vertrieb
Die Fahrkarten des Schleswig-Holstein-Tarifs sind an Fahrkartenautomaten, bei Busfahrern und im personenbedienten Verkauf in Reisezentren, Fahrkartenausgaben und Agenturen erhältlich. Die Fahrpreise zwischen zwei Haltestellen werden dabei individuell festgelegt, sie können in der Regel nicht über einen Zonenplan ermittelt werden. Grundlage für die Preisbildung ist in der Regel die Entfernung. Für die Preisabstufungen wurde das vor Einführung des SH-Tarifs herrschende Preisniveau berücksichtigt.
Innerhalb des Schleswig-Holstein-Tarifes wird neben den verschiedenen BahnCards auch die SH-Card für 27,50 Euro pro Jahr als Rabattkarte angeboten. Diese Kundenkarten ermöglichen generell einen 25%igen Rabatt auf Einzelfahrkarten des Schleswig-Holstein-Tarifes. Dies gilt auch für die Bahncard 50. Deshalb ist für Inhaber der Bahncard 50 in manchen Fällen eine Fahrt im IC oder ICE (DB-Tarif mit vollen 50 % Ermäßigung) günstiger als die Fahrt im Regionalzug zum SH-Tarif (lediglich 25 % Ermäßigung). Zwischen Hamburg und Kiel kostete die Fahrt im IC im Oktober 2015 beispielsweise 11,50 €, während im Regionalexpress nach SH-Tarif 17,10 € fällig wurden, allerdings mit der zusätzlichen Nutzungsmöglichkeit der HVV-Verkehrsmittel innerhalb des Großbereiches Hamburg (Ring A+B).
Das Schleswig-Holstein-Ticket (Länderticket für Schleswig-Holstein, Hamburg und Mecklenburg-Vorpommern) ist nicht in den Schleswig-Holstein-Tarif integriert. Es wird jedoch aufgrund von Kooperationsvereinbarungen als Produkt der Deutschen Bahn AG im Schienenverkehr anerkannt. Damit ist es in allen Schienenverkehrsmitteln einschließlich der Züge privater Eisenbahngesellschaften gültig, soweit für diese neben eventuell anderen Angeboten auch der Schleswig-Holstein-Tarif angewendet wird. Im Busverkehr ist das Länderticket allgemein nicht mehr gültig; Ausnahme sind die Tarifgebiete des HVV innerhalb des Großbereichs Hamburg (Ringe A und B).
Im Schleswig-Holstein-Tarif werden Tagesnetzkarten zu Preisen im mittleren zweistelligen Bereich für Einzelpersonen und Kleingruppen angeboten. Diese gelten im Gegensatz zum Schleswig-Holstein-Ticket nur in diesem Bundesland, dafür jedoch auf allen Bus- und Bahnlinien des Schleswig-Holstein-Tarifes.

## Weblink
- Informationen zum SH-Tarif